# Sächsische VIb V
Als Gattung VIb {\displaystyle \textstyle {\mathfrak {V}}} bezeichneten die Königlich Sächsischen Staatseisenbahnen zweifach gekuppelte Schlepptender-Lokomotiven für den Schnellzugdienst. Die Deutsche Reichsbahn ordnete die Lokomotiven ab 1925 in die Baureihe 34.8 ein.

## Geschichte
Die Lokomotiven der Gattung VIb V wurden ab 1889 in 14 Exemplaren von Hartmann für den Einsatz vor Schnellzügen gebaut. Ab 1922 wurden sie ausgemustert. Die Reichsbahn übernahm eine Maschine und gab ihr die Betriebsnummer 34 8011. Sie wurde 1925 ausgemustert.

## Technische Merkmale
Die Lokomotiven waren die ersten Verbundmaschinen in Sachsen.
Das hinter der Laufachse liegende Zweizylinder-Verbundtriebwerk wirkte auf die letzte Achse. Die Lokomotiven hatten eine innenliegende Allan-Steuerung. Der Dampfdom war in der Mitte des Kessels über der mittleren Achse angebracht. Das Fahrwerk verfügte über eine verbesserte Nowotny-Laufachse, die aber nicht für einen befriedigenden Lauf sorgte.
Die Bremsen der Bauart Schleifer wurden später auf Westinghouse-Bremsen umgebaut.